# Gianpietro Iseppi
Gianpietro Iseppi (* 24. April 1982) ist ein philippinisch-schweizerischer Eishockeytorwart, der seit 2018 bei den Manila Bearcats in der philippinischen Eishockeyliga spielt.

## Karriere
Gianpietro Iseppi begann mit zwölf Jahren, sich für Eishockey zu interessieren. Mit 16 spielte er in der Schulmannschaft und mit bei Vereinsturnieren in der Schweiz. Später spielte er in der Manila Ice Hockey League bei den Manila Sharps, den Omni Brokers und den Manila Cricket Lighters, mit denen er 2018 die Liga gewann. 2018 wechselte er in die höherklassige philippinische Eishockeyliga zu den Manila Bearcats.

### International
Iseppi nahm für die philippinische Nationalmannschaft erstmals bei den Winter-Asienspielen 2017 teil. Es folgte die Teilnahme beim IIHF Challenge Cup of Asia 2018, als er zum besten Torhüter des Turniers gewählt wurde. Bei den Südostasienspielen 2017 gelang ihm mit den Philippinen der Sieg, während es 2019 zur Bronzemedaille reichte.
Bei der Weltmeisterschaft 2023 in der Division IV stieg er mit den Philippinen in die Division III auf.

## Erfolge und Auszeichnungen
- 2018 Gewinn der Manila Ice Hockey League mit den Manila Cricket Lighters

### International
| - 2017 Goldmedaille bei den Südostasienspielen - 2018 Bronzemedaille beim IIHF Challenge Cup of Asia - 2018 Bester Torhüter des IIHF Challenge Cup of Asia | - 2019 Bronzemedaille bei den Südostasienspielen - 2023 Aufstieg in die Division III, Gruppe B, bei der Weltmeisterschaft der Division IV |